# Djamila Böhm
Djamila Böhm (* 15. Juli 1994 in Köln) ist eine deutsche Leichtathletin, welche sich auf den 400-Meter-Hürdenlauf spezialisiert hat.

## Berufsweg
Nach dem Abitur zog Böhm von Köln nach Düsseldorf, um an der Heinrich-Heine-Universität einen integrativen Studiengang bestehend aus Politikwissenschaft, Soziologie sowie Medien- und Kommunikationswissenschaft zu beginnen, wo sie 2018 Examen ablegte und im gleichen Jahr ein Stipendium der Deutschen Sporthochschule Köln erhielt. Durch die Covid-19-Pandemie verzögerte sich 2020 ihr Studium und durch die Verlegung der Olympischen Sommerspiele auf 2021 musste sie auch ihre für 2021 geplante Masterarbeit weiter nach hinten verschieben. Ihr Berufsziel ist, Auslandskorrespondentin zu werden.

## Sportliche Karriere
Bevor Djamila Böhm im Alter von 14 Jahren zur Leichtathletik kam, spielte sie Basketball und konnte einen westdeutschen Meistertitel in dieser Sportart feiern. 2009 stand sie bei den Deutschen U18-Meisterschaften erstmals im Finale über 400 Meter Hürden und konnte 2011 den 4. Platz belegen. Zwischenzeitlich musste sie ihre sportliche Karriere mehrfach aussetzen, bis schließlich eine Nahrungsmittelunverträglichkeit als Ursache für ihre Leistungsschwäche diagnostiziert wurde.
Nachdem sie 2015 und 2016 jeweils eine Medaille bei den Deutschen Meisterschaften verpasst hatte, wurde Böhm am 9. Juli 2017 mit persönlicher Bestleistung von 56,92 Sekunden Deutsche Meisterin vor Laura Nürnberger und Christine Salterberg im 400-Meter-Hürdenlauf. Sechs Wochen zuvor war sie schon Deutsche Hochschulmeisterin über die Langhürden geworden.
2018 wurde sie Deutsche Vizemeisterin hinter Salterberg. Obwohl sie mit 56,54 s die schnellste Jahresbestleistung vorweisen konnte, verfehlte Böhm die Norm für die Heim-EM in Berlin (56,50 s) knapp und wurde ebenso wie Salterberg nicht für die Europameisterschaft nominiert.
2019 konnte Böhm Deutsche Hochschulvizemeisterin über die Langhürden werden und bei der Sommer-Universiade in Neapel jeweils den 6. Platz über 400 Meter Hürden und mit der 4-mal-400-Meter-Staffel belegen.
Nach den Deutschen Meisterschaften 2024 (2. Platz über 400 m Hürden) beendete sie ihre leistungssportliche Karriere.

## Vereinszugehörigkeiten und Trainer
Zunächst beim Basketball aktiv, war ihr erster Leichtathletikverein der TuS Köln rrh. 1874, wo sie von Georgi Kamenezki trainiert wurde. 2014 wechselte Böhm zum ART Düsseldorf und Sven Timmermann. Seit dem 1. Januar 2021 startet sie für den TV Wattenscheid 01.

## Familie
Ihre Mutter ist Deutsche und arbeitet als Sonderpädagogin, ihr Vater stammt von der Elfenbeinküste.

## Bestleistungen
(Stand: 1. November 2020)
Halle
- 60 m: 7,90 s, 22. Januar 2017, Leverkusen
- 200 m: 24,08 s, 3. Februar 2018, Dortmund
- 400 m: 53,91 s, 20. Januar 2018, Leverkusen
- 60 m Hürden: 9,19 s, 10. Januar 2015, Berlin

Freiluft
- 100 m: 12,44 s (+ 1,4 m/s), 14. Mai 2016, Zeven
- 200 m: 24,80 s (+ 0,1 m/s), 18. Juni 2020, Dresden
- 400 m: 53,86 s, 2. August 2017, Pfungstadt
- 400 m Hürden: 56,54 s, 16. Juni 2018, Rhede
- 4 × 100 m: 47,13 s, 29. Mai 2016, Jena
- 4 × 400 m: 3:34,66 min, 13. Juli 2019, Neapel

## Erfolge
national
- 2009: 8. Platz Deutsche U18-Meisterschaften (400 m Hürden)
- 2011: 4. Platz Deutsche U18-Meisterschaften (400 m Hürden)
- 2013: 4. Platz Deutsche U20-Meisterschaften (400 m Hürden)
- 2015: 5. Platz Deutsche U23-Meisterschaften (400 m Hürden)
- 2015: 6. Platz Deutsche Meisterschaften (400 m Hürden)
- 2016: 4. Platz Deutsche Meisterschaften (400 m Hürden)
- 2016: Deutsche U23-Meisterin (400 m Hürden)
- 2017: 5. Platz Deutsche Hallenmeisterschaften (400 m)
- 2017: Deutsche Hochschulmeisterin (400 m Hürden)
- 2017: Deutsche Meisterin (400 m Hürden)
- 2018: 4. Platz Deutsche Hallenmeisterschaften (400 m)
- 2018: Deutsche Vizemeisterin (400 m Hürden)
- 2019: Deutsche Hochschulvizemeisterin (400 m Hürden)
- 2019: 4. Platz Deutsche Meisterschaften (400 m Hürden)

international
- 2018: 7. Platz Athletics World Cup (400 m Hürden)
- 2019: 6. Platz Sommer-Universiade (400 m Hürden und 4 × 400 m)